# 24378 Katelyngibbs
24378 Katelyngibbs è un asteroide della fascia principale. Scoperto nel 2000, presenta un'orbita caratterizzata da un semiasse maggiore pari a 2,8350946 au e da un'eccentricità di 0,0963258, inclinata di 2,01813° rispetto all'eclittica.
L'asteroide è dedicato a Katelyn Elizabeth Gibbs, studentessa premiata nel 2008 al concorso internazionale Intel per la scienza e l'ingegneria.